# 연변문학
《연변문학》은 중화인민공화국에서 발간하는 한글 문학잡지이며, 연변인민출판사에서 간행한다. 
처음에, 붓글씨체의 제호로 되어 있는 이 잡지는 1978년에 창간되었다.